# King's Cup 2018 (calcio)
La King's Cup 2018 è stata la 46ª edizione della King's Cup, l'annuale torneo internazionale di calcio maschile organizzato dalla Federazione calcistica della Thailandia. Si è tenuto a Bangkok, in Thailandia, dal 22 al 25 marzo 2018.
In qualità di paese ospitante, la Thailandia si è qualificata d'ufficio; insieme a lei hanno preso parte il Gabon, gli Emirati Arabi Uniti e la Slovacchia.

## Squadre partecipanti
Al torneo hanno partecipato quattro nazionali, così classificate nel ranking FIFA il 15 febbraio 2018:
- Slovacchia (28º posto)
- Emirati Arabi Uniti (78º posto)
- Gabon (95º posto)
- Thailandia (129º posto)

## Fase a eliminazione diretta

### Tabellone
|  | Semifinali          | Semifinali          | Semifinali |            |            | Finale              | Finale              | Finale             |  |
|  |                     |                     |            |            |            |                     |                     |                    |  |
|  | Slovacchia          | Slovacchia          | 2          |            |            |                     |                     |                    |  |
|  | Slovacchia          | Slovacchia          | 2          |            |            |                     |                     |                    |  |
|  | Emirati Arabi Uniti | Emirati Arabi Uniti | 1          |            |            |                     |                     |                    |  |
|  | Emirati Arabi Uniti | Emirati Arabi Uniti | 1          |            | Slovacchia | Slovacchia          | 3                   |                    |  |
|  |                     |                     |            |            | Slovacchia | Slovacchia          | 3                   |                    |  |
|  |                     |                     | Thailandia | Thailandia | 2          |                     |                     |                    |  |
|  | Thailandia          | Thailandia          | Thailandia | Thailandia | 2          | 0 (4)               |                     |                    |  |
|  | Thailandia          | Thailandia          |            |            |            | 0 (4)               |                     |                    |  |
|  | Gabon               | Gabon               | 0 (2)      |            |            | Finale 3º/4º posto  | Finale 3º/4º posto  | Finale 3º/4º posto |  |
|  | Gabon               | Gabon               | 0 (2)      |            |            |                     |                     |                    |  |
|  |                     |                     |            |            |            |                     |                     |                    |  |
|  |                     |                     |            |            |            | Emirati Arabi Uniti | Emirati Arabi Uniti | 0                  |  |
|  |                     |                     |            |            |            | Emirati Arabi Uniti | Emirati Arabi Uniti | 0                  |  |
|  |                     |                     |            |            |            | Gabon               | Gabon               | 1                  |  |

### Semifinali
| Arbitro: | Letchman |

|                      |           |            |
| Rusnák 42’ Ďuriš 45’ | Marcatori | 73’ Khalil |

| Arbitro: | Shukri |

|                                           |                      |                                           |
| Theerathon Teerasil Peerapat Roller Pansa | Tiri di rigore 4 – 2 | Biyogo Poko Méyé Martinsson Ngouali Bulot |

### Finale 3º- 4º posto
| Arbitro: | Letchman |

|             |           |  |
| Madinda 14’ | Marcatori |  |

### Finale 1º- 2º posto
| Arbitro: | Shukri |

|                        |           |                              |
| Kaewprom 42’ Pansa 79’ | Marcatori | 10’ Duda 34’ Mak 68’ Pačinda |